# Сигюрдюр Гвюдмюндссон
Сигюрдюр Гвюдмюндссон (исл. Sigurður Guðmundsson, 3 марта 1833 — 7 сентября 1874) — известный исландский художник. В пятнадцать лет переехал в Данию работать маляром, однако передумал и решил брать частные уроки рисования. Его спонсировали в основном иммигранты из Исландии, среди которых был и Йоун Сигурдссон — неформальный лидер исландского движения за независимость.
В 1858 году Сигюрдюр Гвюдмюндссон вернулся в Исландию, где зарабатывал на жизнь, давая частные уроки рисования. Он не только рисовал картины, но и участвовал в общественной деятельности, являясь одним из ярых сторонников независимости Исландии. Художественный дар пригодился Сигюрдюру Гвюдмюндссону в планировке Рейкьявика, а также в создании двух национальных исландских костюмов — киртидль и скёйтбунингюр.
Наряду с Гвюдйоуном Самуэльсоном является одним из главнейших архитекторов Рейкьявика.